# Мазерада сул Пиаве
Мазера̀да сул Пиа̀ве (на италиански: Maserada sul Piave; на венециански: Maserada, Мазерада) е град и община в Северна Италия, провинция Тревизо, регион Венето. Разположен е на 31 m надморска височина. Населението на общината е 9349 души (към 2010 г.).